# Селевк VI Епіфан Нікатор
Селевк VI Епіфан Нікатор (? —95 до н. е.) — цар Сирії у 96 до н. е.—95 до н. е., безуспішно намагався об'єднати Державу Селевкідів.

## Життєпис
Походив з династії Селевкідів. Син Антіоха VIII, царя Сирії, та Клеопатри Трифени.
Про молоді роки мало відомостей. після загибелі батька у 96 році до н. е. оголошує себе царем й виступає проти дядька царя Антіоха IX, якого перемагає у 95 році до н. е. Втім спроба Селевка VI наштовхнулася на протиборство свого двоюрідного брата Антіоха Х. У цій боротьбі Селевк зазнав поразки й втік до Кілікії. Тут у м. Мопсуетсія він намагався набрати нову армію, що викликало невдоволення населення. При цьому до міста підійшов його супротивник. Тому мешканці вирішили вбити Селевка VI, щоб врятуватися від нападу Антіоха X. Селевка було спалено живцем у власному палаці.